# درميان
درميان (بالفارسية: درمیان) هي مستوطنة تقع في إيران في قسم درمیان الريفي. يقدر عدد سكانها بـ 1,269 نسمة .